# Nischnekamsker Stausee
Der Nischnekamsker Stausee (russisch Нижнекамское водохранилище) ist ein Stausee an der Kama überwiegend in der autonomen Republik Tatarstan im europäischen Teil Russlands. Er ist Teil der Wolga-Kama-Kaskade.

## Geographische Lage
Der Stausee liegt im Osten der Osteuropäischen Ebene überwiegend in Tatarstan, wobei sich kleine Nordausläufer in Udmurtien befinden. Er erstreckt sich bei der Stadt Nischnekamsk am Unterlauf des Wolga-Zuflusses Kama. In den Stausee münden neben der Kama unter anderem Belaja, Ik und Isch.

## Daten

### Stausee
Der Stausee ist einer der größten der Erde. Die Wasseroberfläche wird in verschiedenen Quellen mit 2.580, 2.699,60 oder 3.490 km² angegeben. Für den Speicherraum findet man die Angaben 45.000 und 13.800 Mio. m³.

### Talsperre
Das als Talsperre dienende Absperrbauwerk, das 1987 fertiggestellt wurde, ist ein Staudamm, kombiniert mit einer Gewichtsstaumauer. Es ist maximal etwa 30 m hoch und hat ein Bauwerksvolumen von 23 Millionen m³ und eine Kronenlänge von 2976 m.

### Wasserkraftwerk
Das Wasserkraftwerk am Nischnekamsker Stausee (Nischnekamskaja HPP, russisch Нижнекамская Гидроэлектростанция (Hydro-Elektro-Station) ⊙) versorgt unter anderem die Stadt Nabereschnyje Tschelny mit Strom. Es erzeugt mit 16 Kaplan-Turbinen von je 80,5 MW Leistungsfähigkeit maximal 1.205 MW (evtl. auch 1.248 oder 1.288 MW). Damit ist es das zehntgrößte Wasserkraftwerk Russlands.